# Nemotelus hyalinibasis
Nemotelus hyalinibasis är en tvåvingeart som beskrevs av Lindner 1966. Nemotelus hyalinibasis ingår i släktet Nemotelus och familjen vapenflugor. Inga underarter finns listade i Catalogue of Life.